# Christine Abelsted
Christine Wilhelmine Abelsted (Christophersen, 18 de diciembre de 1838 - Kristiania, 20 de agosto de 1911) fue una actriz noruega.

## Familia
Christine Abelsted era hija del artesano Johannes Christophersen y Ottilia Olsdatter. El padre había sido contratado desde Christianstad para un puesto como grabador en la fábrica de armas de Kongsberg, antes de llegar a Christiania para realizar trabajos en metal en el Palacio Real.
Christine Wilhelmine Christophersen se casó el 14 de febrero de 1859 con el actor Christian August Rudolph Abelsted (1833–1889).

## Vida y obra
Abelsted comenzó como corista en el Teatro de Christiania. Posteriormente fue actriz con Theodor Cortes en la temporada 1855–1856, y con Fr. Sørensen & Schäffer en la temporada 1856–1857. En 1858 debutó en el Teatro Noruego de Kristiania como Margrethe en la comedia vaudeville Abekatten. Allí también actuó en Damernes Ridder y Ægtemænd i Knibe, y en estas ocasiones recibió duras críticas en Morgenbladet, al igual que el elenco y el director de escena. El director de escena del teatro en ese momento era Henrik Ibsen. Estuvo empleada en el Teatro Noruego de Kristiania hasta que el teatro quebró en 1862; luego se trasladó a Bergen.
En Bergen estuvo en el Teatro Noruego en la temporada 1862–1863, antes de regresar a su ciudad natal, Christiania, donde trabajó en el Teatro de Christiania desde 1863.
Después de que su esposo falleciera en 1889, dirigió la tienda de té Abelsteds Theforretning en Huitfeldts gate 12.

## Roles seleccionados
- Margrethe en Abekatten de Johanne Luise Heiberg (Teatro Noruego de Kristiania, 1858).[4]
- Berthe en la ópera Gudbrandsdølerne de Monsen & Conradi (Teatro Noruego de Kristiania, 1859).[5]
- Madame Solange en Et farligt Brev de Victorien Sardou (Teatro Noruego de Kristiania, 1860).[6]
- Magdelone en Erasmus Montanus de Ludvig Holberg (Teatro Noruego de Kristiania, 1861).[7]
- Caton en En ung Piges Roman (Teatro Noruego de Kristiania, 1861).[8]
- En Finnepige en Atten Aar efter de Thorbjørn Bjelle (Teatro Noruego de Kristiania, 1861).[9]
- Miss Penelope en Sullivan (Teatro Noruego de Kristiania, 1862).[10]
- Slægtens ældste en Halte Hulda de Bjørnstjerne Bjørnson (Teatro Noruego de Kristiania, 1862).[11]
- Sip en Mer end Perler og Guld de H. C. Andersen (Teatro Noruego de Kristiania, 1862).[12]
- Trine en la comedia vaudeville Aprilsnarrene de Johan Ludvig Heiberg (Teatro Popular, 1865).[13]
- Fru Døvle en Den Stundesløse de Ludvig Holberg (Teatro de Christiania, 1865).[14]
- Fru Andersen en Fra Store eller Lille Strandgade (Teatro Popular, 1865).[15]